# El Torete
Ángel Fernández Franco, plus connu sous les sobriquets El Torete ("Le Taurillon") ou El Trompetilla, né le 22 janvier 1960 à Barcelone et mort le 26 février 1991 à Murcie, est un délinquant et acteur espagnol qui se fit connaître en interprétant son propre rôle au cinéma dans la saga Perros callejeros.

## Biographie
Après un parcours dans la délinquance, El Torete participe en tant qu'acteur dans ce que l'on a appelé le cinéma quinqui, atteignant le sommet de sa carrière d'acteur sous la direction de José Antonio de la Loma. Pour beaucoup, El Torete est l'acteur le plus représentatif de ce genre de cinéma qui reconstitue la vie de jeunes délinquants au moment de la Transition démocratique à la suite de la mort du dictateur Franco. 
En 1977, avec Perros callejeros, arrivent le succès et la popularité. Il joue ensuite dans Perros callejeros II (1979) et Los últimos golpes de El Torete, (1980). Son frère Basilio Fernández Franco (mort en 1995) joue avec lui dans ces trois films. La musique de cette saga est assurée par des groupes de rumba comme Los Chichos, Los Chunguitos ou Bordón 4. Ce dernier groupe lui consacre une chanson, Al Torete.
En 1985, il joue dans le film Yo, el Vaquilla (Moi, el Vaquilla), où il interprète le rôle de l'avocat de El Vaquilla.
El Torete est atteint du sida, probablement par voie de seringues contaminées en raison de son addiction à l'héroïne. Il meurt en 1991 à Murcie des suites de la maladie et il est enterré au cimetière de Montjuïc à Barcelone.